# 莫滕·弗罗斯特
莫滕·弗罗斯特（丹麥語：Morten Frost，1958年4月4日—），丹麥著名羽毛球運動員及教練。球員時期他與中國球手楊陽、趙劍華，印尼球手蘇基亞圖並稱世界羽壇「四大天王」。1980年，畢業於哥本哈根大學歷史系。现为世界羽联官方解说员。

## 簡歷
莫滕·弗罗斯特在球員生涯幾乎贏得當時各項國際羽毛球大賽男子單打冠軍。包括1982年、1984年、1986年、1987年全英羽毛球公開錦標賽；1984年世界羽毛球大奬賽總決賽；1984年及1986年歐洲羽毛球錦標賽。然而遺憾的是他曾在1985年及1987年两次打入世界羽毛球錦標賽男子單打決賽卻均遭挫敗，鎩羽而歸。分别敗在韓健和楊陽的手下。
莫滕·弗罗斯特退役後曾分別執教馬來西亞(1997年至2000年)、南非(2001年至2004年)及丹麥(2005年至2011年)羽毛球國家隊。
1998年獲選進入羽毛球世界聯會名人堂。
2014年10月，莫滕·弗罗斯特确定再次执教馬來西亞，於2015年3月出任馬來西亞羽毛球協會技術总监，合约期至2020年。
在擔任技術总监期間，马来西亚在2016年奥运獲得有史以来最辉煌的成绩，共夺得三个银牌，另外他建议两位男单球员改打混双後打出成绩，世界排名皆一度擠進世界前十。2017年，因為馬來西亞國家隊表现下滑（苏迪曼杯止步8强、世锦赛男单与男双首輪淘汰、东运会只夺1金），弗罗斯特在承受极大压力下，最终在2017年9月11日呈交辞职信。羽总会长兼教练与训练委员会主席拿督斯里诺萨隨後向媒体宣布，决定接受弗罗斯特的辞职。由于技术总监辞职需要6个月时间的通知，因此弗罗斯特将在大马羽总留任至2018年3月。